# Kypriakí Omospondía Podosféru
Kypriakí Omospondía Podosféru är Cyperns nationella fotbollsförbund. Förbundet bildades den 23 september 1934 och inträdde i FIFA 1948 och UEFA 1962.

### Fotnoter
1. ↑  ”Cypriot stock continues to rise” (på engelska). UEFA. Arkiverad från originalet den 30 juni 2017. https://web.archive.org/web/20170630214852/http://www.uefa.org/member-associations/association=cyp/index.html. Läst 23 maj 2015.